# Apóstol Santiago (Madrid)
Apóstol Santiago (también conocido popularmente como Manoteras) es un barrio del distrito de Hortaleza de Madrid. 
En la Organización político-administrativa de Madrid el barrio se identifica con el número 165 y limita con las calles de Manuel Azaña, Golfo de Salónica, Mesena, Añastro, Avenida de San Luis, Manoteras y la carretera de acceso a la Estación de Hortaleza.

## Transportes

### Cercanías Madrid
La estación Fuente de la Mora se sitúa en el barrio de Sanchinarro. 

### Metro
La estación de Manoteras de la línea 4.

### Autobuses
Prestan servicio al barrio:
| Línea | Terminales                              |
| ----- | --------------------------------------- |
| 7     | Alonso Martínez – Manoteras             |
| 29    | Felipe II – Manoteras                   |
| 107   | Plaza de Castilla – Hortaleza           |
| 125   | Mar de Cristal – Hospital Ramón y Cajal |
| 129   | Plaza de Castilla – Manoteras           |
| 172   | Mar de Cristal – Telefónica             |